# Proves
Proveis (tiếng Ý: Proves) là một đô thị ở tỉnh Bolzano-Bozen trong vùng Trentino-Alto Adige/Südtirol của Ý, có vị trí cách khoảng 45 km về phía bắc của Trento và khoảng 25 km phía tây Bolzano. Tại thời điểm ngày 31 tháng 12 năm 2004, đô thị này có dân số 276 người và diện tích là 18,5 km².
Proveis giáp các đô thị: Cagnò, Laurein, Rumo và Ulten.